# 格里斯沃爾德訴康乃狄克州案
格里斯沃爾德訴康乃狄克州案是美國在1965年的標誌性案例，美國最高法院裁定《美國憲法》權利法案代表對隱私權作為基本權利。該案涉及康乃狄克州的《考姆斯托克法》，禁止任何人使用「任何避孕、有助流產的用品」。美國最高法院以7比2表決結果，認為此法「違反婚姻隱私權」，並以隱私權為由宣告法律無效。其中美國最高法院認為隱私權的基礎在於親密關係，而在此案的案例中，隱私權被視為「防止政府入侵」的權利。
最高法院多數意見認為雖憲法未言及「隱私權」，然根據憲法諸多條款皆是以保障人民權利為目的，如美國憲法第九修正案即保留憲法所無規定權利屬於人民，因此康涅狄格州的禁止使用墮胎侵犯個人獨處權利屬違憲。

## 後續

### 多布斯訴傑克森女性健康組織案
2022年6月24日，最高法院在多布斯訴傑克森女性健康組織案以5比4的表決推翻了羅訴韋德案的判決後，大法官塞繆爾·阿利托的多數意見書稱該裁決結果只適用於墮胎，不應影響其他實質性正當程序的前案。托馬斯則在獨自撰寫的協同意見書裡，聲稱在將來的訴訟中，應該要重新審理本案、勞倫斯訴德克薩斯州案及奧貝格費爾訴霍奇斯案。
不同意見書批評多數意見拒絕判決先例，推翻可追溯到格里斯沃爾德訴康乃狄克州案（1965年）的先例，並表示「要不多數意見不真正相信自己的論據。若果真相信，那麼所有歷史無法追溯到19 世紀中葉的權利，都是不安全的。要麼多數意見是虛偽的，要麼新補充的憲法權利都受到了威脅。這兩者當中，自己選一個。」

## 延伸閱讀
- Bailey, Martha J. . American Economic Review. 2010, 100 (1): 98–129. doi:10.1257/aer.100.1.98.
- Garrow, David J. "Human Rights Hero: The Legal Legacy of Griswold v. Connecticut"." Human Rights (2011): 26-25.
- Hasian Jr, Marouf. "Vernacular Legal Discourse: Revisiting the Public Acceptance of the “Right to Privacy'' in the 1960s." Political Communication 18, no. 1 (January 2001): 89-105. Communication & Mass Media Complete, EBSCOhost (accessed March 2 29, 2015).
- Helscher, David. . Northern Illinois University Law Review. 1994, 15: 33. ISSN 0734-1490.
- Kalman, Laura; Garrow, David. . Reviews in American History (The Johns Hopkins University Press). 1994, 22 (4): 725–731. JSTOR 2702826. doi:10.2307/2702826.
- Lockhart, Andrea. . Journal of Contemporary Legal Issues. 1997, 14: 35. ISSN 0896-5595.
- Loewy, Arnold H. . Alabama Law Review. 2003, 55 (1): 159–182. ISSN 0002-4279.
- Johnson, John W. Griswold v. Connecticut: Birth control and the constitutional right of privacy. University Press of Kansas, 2005.
- Tushnet, Mark. . Boston: Beacon Press. 2008: 179–190. ISBN 978-0-8070-0036-6.

## 外部連結
- Griswold v. Connecticut , 381 U.S. 479 (1965)的文本可参见：Justia · Findlaw · LII
- Audio of Griswold oral arguments from Oyez （页面存档备份，存于）